# Waldknüll
Der Waldknüll ist mit 624,4 m ü. NHN der dritthöchste Berg des Knüllgebirges im Schwalm-Eder-Kreis in Hessen in Deutschland. Die Gipfelkuppe liegt im Westen des Stadtgebiets von Schwarzenborn. Sie ist 1300 Meter von der Stadtmitte entfernt. Die Gipfelkuppe trägt ein rund 15 Hektar großes Wäldchen, das rings von landwirtschaftlichen Flächen umgeben ist.
Der Waldknüll liegt 600 Meter östlich des Knüllköpfchens (628 m ü. NHN) und ist von diesem durch einen kaum merklichen 610 m ü. NHN hohen Bergsattel getrennt. Der Nordhang fällt zum Hergetsbach ab, einem linken westlichen Nebenfluss der Efze. Der Osthang geht zum 480 m ü. NHN hoch gelegenen Ortsrand von Schwarzenborn.
Auf dem Ostabfall des Knüll, dem der Waldknüll zugehört, steigt die Trias in Gestalt
von Bausandstein etwa bis zu 555 m ü. NHN Höhe auf. Der eigentliche Kopf des Waldknüll ist ganz wie das Knüllköpfchen ein langgestreckter Gangstock mit fast senkrechten Platten aus Nephelinbasalt mit porphyrischem Olivin und Nephelin.